# The Winner Takes It All
"The Winner Takes It All" és una cançó gravada pel grup pop suec ABBA. Llançat com el primer senzill del setè àlbum d'estudi del grup, Super Trouper (1980), és una balada en clau de sol bemoll major, que reflexiona sobre el final d'una relació. La cara B del senzill era la cançó que no pertanyia a l'àlbum "Elaine". La cançó va assolir el número 1 a diversos països, inclòs el Regne Unit, on es va convertir en el seu vuitè número 1. També va ser l'últim èxit en el top 10 del grup als Estats Units. Va ser escrit per Björn Ulvaeus i Benny Andersson, amb Agnetha Fältskog cantant la veu principal.
En una enquesta de 1999 per Channel 5, "The Winner Takes It All" va ser votada com la cançó preferida d'ABBA a la Gran Bretanya. Aquesta gesta es va replicar en una enquesta de 2010 per ITV. En una enquesta de 2006 per a un programa de Channel Five, "The Winner Takes It All" va ser votada com "La cançó de trencament preferida de la Gran Bretanya".

## Rerefons
Ulvaeus i Andersson van començar a escriure "The Winner Takes It All" l'estiu de 1979 en una casa de camp de l'illa de Viggsö. Segons Andersson, la idea de la cançó va sorgir de sobte "d'idees antigues, de petites peces musicals antigues" que tenien. La maqueta tenia un títol original de "The Story of My Life", però van sentir el seu primer esforç "massa rígid i mètric", així que van deixar la cançó uns dies mentre treballaven en altres cançons. Quatre dies després van tornar a la cançó, i Andersson va tenir la idea d'utilitzar un arranjament d'estil chanson francesa amb una línia de piano descendent i una estructura més fluixa. Llavors, Ulvaeus va gravar una demostració utilitzant paraules franceses sense sentit per a les lletres, i es va emportar la gravació a casa per escriure la lletra de "The Winner Takes It All". Segons Ulvaeus, va beure whisky mentre escrivia, i va ser la lletra més ràpida que mai va escriure. Ell va dir: "Estava borratxo, i tota la lletra em va arribar en una ràfega d'emoció en una hora". Ulvaeus va dir que quan va donar la lletra a Fältskog per llegir, "una llàgrima o dues li van brollar als ulls. Perquè les paraules la van afectar realment."
Ulvaeus nega que la cançó tracti sobre el seu divorci i el de Fältskog, dient que la base de la cançó "és l'experiència d'un divorci, però és ficció. Perquè una cosa que puc dir és que no hi va haver un guanyador o un perdedor en el nostre cas. Molta gent pensa que surt directament de la realitat, però no ho és". Tanmateix, Ulvaeus va admetre que el dolor de cor de la seva ruptura va inspirar la cançó, però va assenyalar que les paraules de la cançó no s'han de prendre literalment. Va dir: "Ni Agnetha ni jo vam ser guanyadors del nostre divorci". El crític estatuidenc Chuck Klosterman, que diu que "The Winner Takes It All" és "[l'única] cançó pop que examina la culpa autoconscient que un sent quan es parla amb una persona que ha esborrat humanament el teu cor", li costa creure la negació d'Ulvaeus a la llum del títol original. I el llibret de la recopilació de doble CD The Definitive Collection diu "'The Winner Takes It All' és la cançó on Bjorn admet que la trista experiència del seu divorci amb l'Agnetha l'any anterior va deixar empremta a la lletra".

## Rendiment gràfic
"The Winner Takes It All" va ser un gran èxit per a ABBA, aconseguint el número 1 a Bèlgica, Irlanda, els Països Baixos, Sud-àfrica i el Regne Unit. Va assolir el Top 5 a Àustria, Finlàndia, França, Alemanya Federal, Noruega, Suècia, Suïssa i Zimbabwe, mentre que va assolir el top 10 a Austràlia, Canadà, Itàlia, Espanya i els Estats Units (on es va convertir en el quart i últim top 10 americà dels ABBA, arribant al número 8; la cançó va passar 26 setmanes a la llista Billboard Hot 100, més que qualsevol altre senzill d'ABBA). També va ser el segon número 1 de Billboard Adult Contemporary del grup (després de "Fernando"). "The Winner Takes It All" també va ser un èxit al Brasil: va ser inclòs a la banda sonora de "Coração Alado" ("Winged Heart"), una popular telenovel·la l'any 1980, com a tema principal.
El tema va ser catalogat com el 23è senzill més popular a la llista de finals d'any de Billboard dels Estats Units el 1981.
Al setembre de 2021, és la cinquena cançó més venuda del grup al Regne Unit amb 920.000 vendes a les llistes (incloses les vendes pures i els números de streaming).

## Vídeo musical

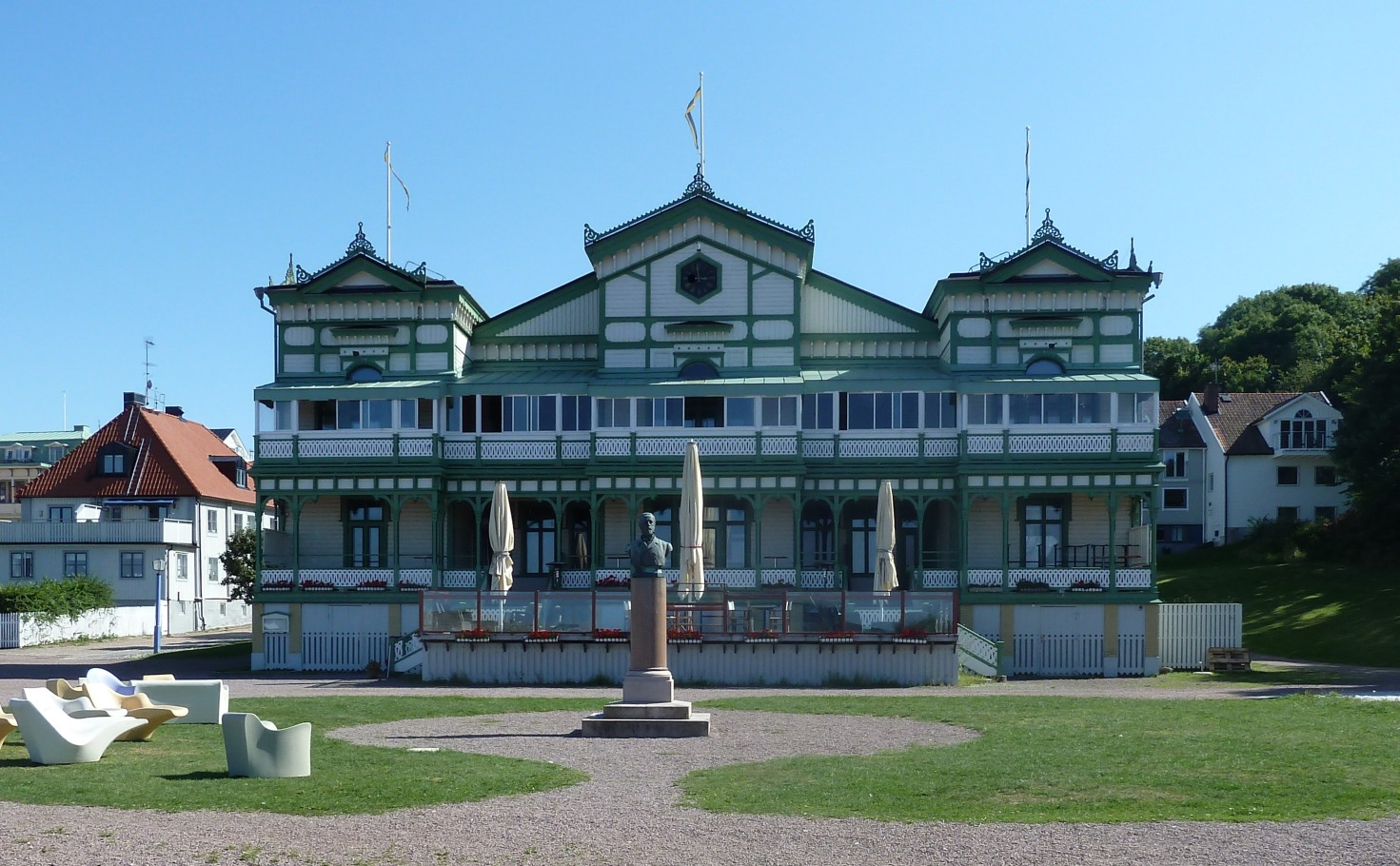
El Societetshuset a la ciutat de Marstrand, on es va rodar el vídeo musical l'estiu de 1980

Un videoclip per promocionar la cançó va ser filmat el juliol de 1980 a Marstrand, una illa de la costa oest sueca. Va ser dirigit per Lasse Hallström. El vídeo es va rodar deu dies després que els tribunals declaressin oficialment el divorci de Björn Ulvaeus i Agnetha Fältskog. Comença amb un muntatge fotogràfic en blanc i negre d'ABBA, després passa a la cara d'Agnetha cantant la cançó. Al vídeo hi intercalen imatges d'ella caminant sola, fotografies fixes i altres membres més feliços de la banda.

## Llistat de pistes
| Núm. | Títol                     | Durada |
| ---- | ------------------------- | ------ |
| 1.   | «The Winner Takes It All» | 4:55   |
| 2.   | «Elaine»                  | 3:42   |

## Personal
- Agnetha Fältskog – veu principal
- Anni-Frid Lyngstad – cors de suport
- Björn Ulvaeus – cors
- Benny Andersson: teclats i sintetitzadors, cors

### Músics addicionals
- Ola Brunkert – bateria
- Mike Watson - baix
- Lasse Wellander – guitarres
- Rutger Gunnarsson – arranjaments de corda

## Gràfics
| Gràfics (1980–81)                            | Millor posició |
| -------------------------------------------- | -------------- |
| Australia (Kent Music Report)                | 7              |
| Àustria (Ö3 Austria Top 40)                  | 3              |
| Bèlgica (Ultratop 50 Flandes)                | 1              |
| Finlàndia (Suomen virallinen lista)          | 2              |
| França (SNEP)                                | 5              |
| Irlanda (IRMA)                               | 1              |
| Itàlia (FIMI)                                | 8              |
| Itàlia (Musica e dischi)                     | 13             |
| Païssos Baixos (Dutch Top 40)                | 1              |
| Païssos Baixos (Single Top 100)              | 1              |
| Nova Zelanda (Recorded Music NZ)             | 16             |
| Noruega (VG-lista)                           | 3              |
| Espanya (PROMUSICAE)                         | 10             |
| Suècia (Sverigetopplistan)                   | 2              |
| Suïssa (Swiss Hitparade)                     | 3              |
| UK Singles (OCC)                             | 1              |
| US Billboard Hot 100                         | 8              |
| US Adult Contemporary (Billboard)            | 1              |
| US Cashbox Top 100 Singles                   | 11             |
| Alemanya Federal (Llista oficials alemanyes) | 4              |

| Gràfic (2018)                        | Millor posició |
| ------------------------------------ | -------------- |
| Finlàndia Airplay (Radiosoittolista) | 97             |

| Gràfic (1980)                         | Posició |
| ------------------------------------- | ------- |
| Australia (Kent Music Report)         | 56      |
| Austria (Ö3 Austria Top 40)           | 16      |
| Belgium (Ultratop Flanders)           | 1       |
| Netherlands (Dutch Top 40)            | 1       |
| Netherlands (Single Top 100)          | 9       |
| South Africa (Springbok)              | 9       |
| UK Singles (OCC)                      | 18      |
| West Germany (Official German Charts) | 31      |

| Gràfic (1981)        | Posició |
| -------------------- | ------- |
| Italy (FIMI)         | 43      |
| US Billboard Hot 100 | 23      |
| US Cash Box Top 100  | 74      |

#### Certificacions
| País          | Certificació | Vendes    |
| ------------- | ------------ | --------- |
| Països Baixos | Or           | + 50.000  |
| Regne Unit    | Or           | + 565.000 |
| Brasil        | Or           | + 300.000 |

## Versions
- Cher va fer una versió de la cançó del seu àlbum Dancing Queen del 2018, inspirada en Mamma Mia! Here We Go Again, que va protagonitzar.[43]
- Beverley Craven va interpretar la cançó per al seu àlbum Love Scenes de 1993.[44][45]
- Carla Bruni va versionar la cançó al seu àlbum French Touch del 2017.
- Susan Boyle va versionar la cançó per al seu àlbum de 2012 Standing Ovation: The Greatest Songs from the Stage.[46]
- At Vance va versionar la cançó per al seu àlbum de 2001 Dragonchaser.
- La cançó va ser versionada al final de la sèrie de televisió Glee de Jane Lynch i Matthew Morrison com Sue Sylvester i Will Schuester, respectivament.
- El 2010, el cantant de Liverpool, Tor James Faulkner, va versionar la cançó al seu àlbum The Reflection per recaptar diners i conscienciar sobre l'organització benèfica Beat de trastorns alimentaris.[47]
- L'any 1980, la cantant txeca Helena Vondráčková va gravar una versió en txec (A ty se ptáš, co já – I you are asking what about me), amb lletra de Zdeněk Borovec.[48]
- El setembre de 2021, Rick Astley va interpretar una versió per a piano d'aquesta cançó.[49]
- La cançó apareix com a número al musical Mamma Mia! A l'adaptació cinematogràfica, és interpretada per Meryl Streep com Donna Sheridan.

## En la cultura popular
- La cançó apareix a l'episodi "Winner" de la quarta temporada de Better Call Saul ; una versió de karaoke és cantada pels personatges Jimmy McGill i Chuck McGill, interpretats per Bob Odenkirk i Michael McKean respectivament.
- A la temporada 1 de The Trip, Rob Brydon i Steve Coogan discuteixen la intenció lírica de la cançó a l'episodi 5, i després donen una interpretació completa i luxosa del número mentre condueixen per l'autopista a l'episodi 6.